# 小野修一 (政治家)
小野 修一（おの しゅういち、1943年（昭和18年）11月12日 - ）は、日本の政治家。元山梨県韮崎市長（2期）。旭日小綬章受章。

## 来歴
山梨県出身。東京農業大学農学部卒。卒業後は山梨県内の不動産管理会社に勤務する。韮崎市議会議員となり、議長を務めた。1994年の韮崎市長選挙に立候補したが、現職の秋山幸一に敗れ、落選。4年後の1998年の市長選挙に立候補し、現職の秋山を破って初当選した。2002年に再選。2006年の市長選挙では元山梨県議の横内公明に敗れ、落選した。2015年秋の叙勲で地方自治功労により旭日小綬章を受章。